# Jamie Baker (hockey sur glace)
Pour l’article homonyme, voir Jamie Baker.
James Paul Baker, dit Jamie Baker (né le 31 août 1966 à Nepean dans la province d'Ontario au Canada) est un joueur professionnel canadien de hockey sur glace. Il évoluait au poste de centre.

## Biographie
Au terme de sa troisième saison avec les Saints de St. Lawrence lors du championnat de la NCAA, Jamie Baker est choisi au 8e rang par les Nordiques de Québec lors du repêchage supplémentaire de la Ligue nationale de hockey en 1988. 
Après trois saisons à jouer entre les Nordiques et le club-école de Québec, les Citadels d'Halifax de la Ligue américaine de hockey, il signe en 1992 un contrat avec la nouvelle équipe des Sénateurs d'Ottawa. En 76 matchs, Baker totalise 19 buts, 29 assistances et 48 points, des sommets personnels dans sa carrière.
La saison suivante, il signe avec une autre jeune équipe, les Sharks de San José. Qualifiés pour les séries 1994 avec la huitième place de l'association de l'Ouest, les requins jouent le premier tour contre les Red Wings de Détroit, classés premiers dans l'Ouest. L'équipe de San José cause la surprise en éliminant les Wings grâce à un but de Baker lors du troisième tiers-temps au cours du septième match de la série.
En 1996, il est transféré aux Maple Leafs de Toronto puis au cours de la saison 1997-1998, il rejoint les Wolves de Chicago de la Ligue internationale de hockey. Avec 45 points en 53 matchs, il aide les Wolves à se rendre jusqu'en finale pour ainsi remporter la Coupe Turner.
En 1998-1999, il retourne avec les Sharks mais ne joue qu'une seule partie pour un match joué à Tokyo avant de jouer une dernière fois en Finlande avec l'équipe du HIFK.
En 2005, il devient commentateur pour les matchs des Sharks sur la radio et en 2014, il est nommé pour être analyste des matchs des Sharks sur la chaîne de télévision Comcast SportsNet California (en).

## Statistiques
| Saison     | Équipe                 | Ligue      |     | Saison régulière | Saison régulière | Saison régulière | Saison régulière | Saison régulière |   | Séries éliminatoires | Séries éliminatoires | Séries éliminatoires | Séries éliminatoires | Séries éliminatoires |
| Saison     | Équipe                 | Ligue      | PJ  | B                | A                | Pts              | Pun              | PJ               | B | A                    | Pts                  | Pun                  |                      |                      |
| 1985-1986  | Saints de St. Lawrence | NCAA       | 31  | 9                | 16               | 25               | 52               | -                | - | -                    | -                    | -                    |                      |                      |
| 1986-1987  | Saints de St. Lawrence | NCAA       | 32  | 8                | 24               | 32               | 59               | -                | - | -                    | -                    | -                    |                      |                      |
| 1987-1988  | Saints de St. Lawrence | NCAA       | 38  | 26               | 28               | 54               | 44               | -                | - | -                    | -                    | -                    |                      |                      |
| 1988-1989  | Saints de St. Lawrence | NCAA       | 13  | 11               | 16               | 27               | 16               | -                | - | -                    | -                    | -                    |                      |                      |
| 1989-1990  | Citadels d'Halifax     | LAH        | 74  | 17               | 43               | 60               | 47               | 6                | 0 | 0                    | 0                    | 7                    |                      |                      |
| 1989-1990  | Nordiques de Québec    | LNH        | 1   | 0                | 0                | 0                | 0                | -                | - | -                    | -                    | -                    |                      |                      |
| 1990-1991  | Citadels d'Halifax     | LAH        | 50  | 14               | 22               | 36               | 85               | -                | - | -                    | -                    | -                    |                      |                      |
| 1990-1991  | Nordiques de Québec    | LNH        | 18  | 2                | 0                | 2                | 8                | -                | - | -                    | -                    | -                    |                      |                      |
| 1991-1992  | Citadels d'Halifax     | LAH        | 9   | 5                | 0                | 5                | 12               | -                | - | -                    | -                    | -                    |                      |                      |
| 1991-1992  | Nordiques de Québec    | LNH        | 52  | 7                | 10               | 17               | 32               | -                | - | -                    | -                    | -                    |                      |                      |
| 1992-1993  | Sénateurs d'Ottawa     | LNH        | 76  | 19               | 29               | 48               | 54               | -                | - | -                    | -                    | -                    |                      |                      |
| 1993-1994  | Sharks de San José     | LNH        | 65  | 12               | 5                | 17               | 38               | 14               | 3 | 2                    | 5                    | 30                   |                      |                      |
| 1994-1995  | Sharks de San José     | LNH        | 43  | 7                | 4                | 11               | 22               | 11               | 2 | 2                    | 4                    | 12                   |                      |                      |
| 1995-1996  | Sharks de San José     | LNH        | 77  | 16               | 17               | 33               | 79               | -                | - | -                    | -                    | -                    |                      |                      |
| 1996-1997  | Maple Leafs de Toronto | LNH        | 58  | 8                | 8                | 16               | 28               | -                | - | -                    | -                    | -                    |                      |                      |
| 1997-1998  | Maple Leafs de Toronto | LNH        | 13  | 0                | 5                | 5                | 10               | -                | - | -                    | -                    | -                    |                      |                      |
| 1997-1998  | Wolves de Chicago      | LIH        | 53  | 11               | 34               | 45               | 80               | 22               | 4 | 5                    | 9                    | 42                   |                      |                      |
| 1998-1999  | Sharks de San José     | LNH        | 1   | 0                | 1                | 1                | 0                | -                | - | -                    | -                    | -                    |                      |                      |
| 1998-1999  | HIFK                   | SM-liiga   | 11  | 1                | 5                | 6                | 22               | 6                | 0 | 3                    | 3                    | 35                   |                      |                      |
| Totaux LNH | Totaux LNH             | Totaux LNH | 404 | 71               | 79               | 150              | 271              | 25               | 5 | 4                    | 9                    | 42                   |                      |                      |

## Transactions
- 2 septembre 1992 : signe en tant qu'agent libre avec les Sénateurs d'Ottawa ;
- 11 septembre 1993 : signe en tant qu'agent libre avec les Sharks de San José ;
- 14 juin 1996 : échangé par les Sharks aux Maple Leafs de Toronto avec un choix de cinquième ronde au repêcahge de 1996 (Peter Cava) contre Todd Gill ;
- 29 septembre 1998 : signe en tant qu'agent libre avec les Sharks de San José.